# Фатіміди

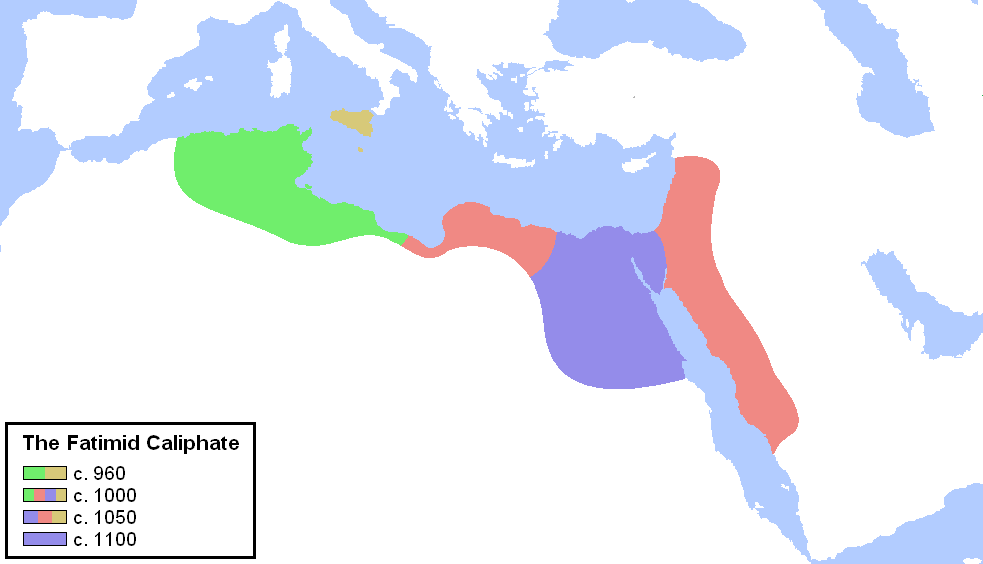
Держава Фатімідів

Фатімі́ди (909–1171) — династія ісмаїлітських халіфів, що зводили своє походження до Алі і Фатіми через Ісмаїла, сина Джафара ас-Садика. Основою релігійної ідеології Фатімідського халіфату була найвідоміша гілка з шиїтського напряму ісламу — ісмаїлітська течія, яка виникла у VIII столітті.
Суніти заперечували алідське походження Фатімідів і називали їх Убайдитами, тобто нащадками ісмаїлітського імама Абдаллаха аль-Махді, засновника династії Фатімідів.
У результаті прямих завоювань і пропаганди Фатімідам вдалось захопити Іфрикію з Сицилією, Марокко, Єгипет, Палестину і частину Сирії.

## Утворення династії
Рятуючись від переслідувань Аббасидів, що вважали шиїтів загрозою для свого халіфату, 11-й шиїтський імам Абдаллах аль-Махді Біллах (873—934) під виглядом купця пройшов разом зі своїм сином шлях від Месопотамії до сучасного Марокко. Вони переховувалися від Аббасидів серед населення Сіджильмаси — марокканського міста, столиці незалежного емірату під владою еміра Яси ібн Мідрара (884—909).
Фанатичний шиїт Абу Абдаллах аль-Шиї підтримав аль-Махді своїми проповідями. Аль-Шиї розпочав проповідувати шиїзм серед населення Марокко після зустрічі з групою мусульман з Північної Африки. Ці люди розповіли йому про берберське плем'я Кутама, що проживало в Західній Іфрикії (сьогодні частина Алжиру) та про ворожість Кутама до Аглабідів. Аль-Шиї почав проповідувати ісмаїлітську доктрину у регіоні і своїми проповідями підняв берберів Кутама на боротьбу проти Аглабідів. До 908 року армія берберів Кутама, очолювана аль-Шиї та аль-Махді, повністю захопила контроль над Іфрикією разом зі столицею Аглабідів Кайруаном. Останній Аглабід, Зійадат-Аллах III, залишив свою резиденцію Раккаду і втік до Єгипту. При цьому Абдаллаху дістався створений Аглабідами потужний військовий флот.
Після цього Абдаллах аль-Махді Біллах став лідером новоствореної держави і зайняв посади імама і халіфа.

## Розквіт і падіння
З 921 року столицею фатімідів стало місто Махдія в Іфрикії. Після завоювання фатімідами у 969 році Єгипту, вони заснували Каїр і перенесли в 973 році до нього свою столицю. Підкоривши собі Мекку і Медину, Фатіміди мали наміри захопити Багдад, скинути Аббасидів і встановити єдиний Халіфат під своєю владою. У Каїрі був створений центр, в розпорядженні якого знаходилась розгалужена мережа проповідників.
До середини XI століття в Ємені закріплюється ісмаїлістична династія Сулайхідів. Поступово фатімідський вплив починає падати, що було зумовлене не стільки появою могутнього суперника в особі Сельджукідів, скільки кризою ідеології ісмаїлістичного руху. Фатімідам не вдалося втілити в життя ні свою езотеричну доктрину, ні соціальну програму, віссю якої була обіцянка встановити соціальну справедливість. Виснажена війнами з Візантією і особливо з хрестоносцями, підірвана економічно інтенсивною експлуатацією селянства, держава Фатімідів розвалилася під владою найманої гвардії. Курдський емір Салах ад-Дін став господарем країни, визнав владу аббасидського халіфа, і ісмаїлітська держава безболісно перетворилась на суннітську.

## Халіфи фатімідської династії
| №  | Фатімідський халіф                                     | Рік народження | Роки правління |
| 1  | Абу-Мухамммад Абдаллах аль-Махді Біллах                |                | 909—934        |
| 2  | Абу'л-Касім Мухаммад аль-Каїм Біамріллах ібн аль-Махді |                | 934—946        |
| 3  | Абу-Захір Ісмаїл аль-Мансур Біллах                     | 914            | 946—954        |
| 4  | Абу Тамім Маад аль-Муїзз Лі-Дініллах                   | 931            | 954—975        |
| 5  | Абу-Мансур Нізар аль-Азіз Біллах                       |                | 975—996        |
| 6  | Абу-Алі Мансур аль-Хакім бі-Амріллах                   | 985            | 996—1021       |
| 7  | Абу'л-Хасан Алі аз-Захір лі-Ізаз Діналлах              | 1005           | 1021—1036      |
| 8  | Абу Тамім Маад аль-Мустансір Біллах                    | 1029           | 1036—1094      |
| 9  | Абу аль-Касім Ахмад ібн Маадд аль-Мусталі Біллах       |                | 1094—1101      |
| 10 | Абу Алі Мансур ібн Ахмад аль-Амір бі-Акіміллах         |                | 1101—1130      |
| 11 | Абу-ль-Маймун Абд аль-Маджид ібн Мухаммед аль-Хафіз    |                | 1130—1149      |
| 12 | Абу Мухаммад аз-Зафір бі-Амріллах                      |                | 1149—1154      |
| 13 | Абу'л-Касім Іса аль-Фаїз бі-Насраллах                  |                | 1154—1160      |
| 14 | Абу Мухаммад Абдаллах Аль-Адід ібн Юсуф Лідініллах     |                | 1160—1171      |